# Extrabreit
Extrabreit is een Duitse band uit de NDW-periode.

## Carrière
De band werd geformeerd in 1978, maar de carrière van Extrabreit begon met de opkomst van de NDW. Ze was echter geen typische NDW-band, maar maakte Duitse rockmuziek met kritische teksten. Ze zagen zichzelf als punkband, die het succes te danken had aan de NDW. Op hun website schreven ze: Ja, wir haben den Scheiß eben mitgemacht.
Het hoogtepunt van hun carrière beleefde Extrabreit in de jaren 1981 tot 1983, toen ze niet alleen de NDW mede beïnvloedden, maar ook met uitverkochte concerthallen, gouden platen en BRAVO-titelpagina's grote successen boekten. Een van hun succesvolste hits, Polizisten, ontstond toendertijd tijdens concertrepetities in het Rockpalast Hohenlimburg. Deze titel bevindt zich op hun behoorlijk sombere en apocalyptisch ogende album Welch ein Land! – Was für Männer:. Dit nummer werd in oktober 1981 hun eerste grote bestseller. In het kielzog van dit succes bereikten het album Ihre größten Erfolge en de single Hurra, hurra, die Schule brennt! eveneens hoge verkoopcijfers. Ook de derde lp Rückkehr der phantastischen Fünf, die een duet met Marianne Rosenberg (Duo Infernal) bevatte, verkocht zeer goed. Jörg A. Hoppe, de toenmalige manager, bewees zich als zeer bekwaam met de commercialisering van de platen: Welch ein Land! – Was für Männer: verscheen met een 3D-cover en bijbehorende bril, Die Rückkehr der phantastischen Fünf in meerkleurige covers en met een bijgevoegde poster.
In 1982 had de band een kort optreden in de NDW-cultfilm Gib Gas – Ich will Spaß met Nena en Markus.
Hun eerste grote tegenslag beleefde Extrabreit in het begin van 1983. Een groots aangekondigde en groots opgezette tournee onder het motto Deutschland im Handstreich werd slechts matig bezocht. Na het uittreden van twee bandleden in het midden van 1983 kwamen de twee Duits-Engelse albums Europa (1983) en LP der Woche (1984) uit. Het album Europa kreeg uitmuntende kritieken van de vakpers. De verkoop bleef echter met 35.000 exemplaren ver onder de verwachtingen (ter vergelijking: Ihre größten Erfolge verkocht rond de 420.000 exemplaren, Welch ein Land! – Was für Männer: 360.000 exemplaren en Die Rückkehr der phantastischen Fünf 200.000 exemplaren), In 1982 kreeg de band een onderscheiding met goud voor hun albums Ihre größten Erfolge en Welch ein Land! – Was für Männer:.
Na een onderbreking tot 1987 meldde de band zich terug met een Engelstalig album, dat eveneens flopte. In de jaren 1990 ontwikkelde Extrabreit zich tot een Deutschrockband met maatschappij-kritische, venijnig ironische en melancholische teksten, maar ze konden de vervlogen successen niet meer evenaren. Slechts sporadisch werden aanzienlijke verkoopcijfers gehaald, bij benadering met de Best Of-compilatie Zurück aus der Zukunft en met de single Für mich soll's rote Rosen regnen, die samen met Hildegard Knef werd opgenomen. Na hun als afscheidsconcert geplande optreden in Hagen in september 1989 volgde in augustus 2002 het eerste concert na de hereniging in Bochum. In 2005 werd het album Frieden gepubliceerd. Hun 1000e concert speelde Extrabreit in augustus 2005 voor meerdere duizenden toeschouwers bij de Hengsteysee in Hagen. De band is permanent op tournee. In mei 2008 publiceerden ze hun laatste album Neues von Hiob met de single Lärm.

## Discografie

### Singles
- 1980: Hart wie Marmelade
- 1980: Flieger, grüß mir die Sonne
- 1981: Hurra, hurra, die Schule brennt
- 1981: Polizisten
- 1982: Her mit den Abenteuern/Duo Infernal
- 1982: Kleptomanie
- 1983: Learning Deutsch
- 1984: Secret Service
- 1984: Ruhm
- 1987: Blue Moon
- 1990: Hurra, Hurra, die Schule brennt (Remix 90)
- 1990: Flieger, grüß mir die Sonne (Remix 90)
- 1990: Ruhm (Live)
- 1991: Polizisten (Live)
- 1991: Joachim muß härter werden, MCD
- 1991: Der letzte Schliff, MCD
- 1992: Für mich soll's rote Rosen regnen, MCD
- 1993: Laß es regnen, MCD
- 1996: Jeden Tag – Jede Nacht, MCD
- 1996: CVJM, MCD
- 1996: Nichts ist für immer, MCD
- 1998: Verdammter roter Mond, MCD
- 1999: Rhino Hi-Five, cd, Label: WM Germany
- 2003: ÖL! (gratis promo), MCD
- 2003: Er macht ihn rein, MCD
- 2005: Neues Spiel, MCD
- 2008: Lärm, MCD
- 2011: Ewigkeit, 2011

### Albums
- 1980: Ihre größten Erfolge, lp/cd
- 1981: Welch ein Land ! – Was für Männer:, lp/cd
- 1982: Rückkehr der phantastischen 5!, lp/cd
- 1983: Europa, lp/cd
- 1984: lp der Woche, lp/cd
- 1987: Sex After 3 Years in a Submarine, lp/cd
- 1990: Zurück aus der Zukunft (Best Of), lp/cd
- 1990: Das grenzt schon an Musik (Live), lp/cd
- 1991: Ihre Größten Erfolge, cd, Label:Metronome
- 1991: Wer böses denkt, soll endlich schweigen, lp/cd
- 1993: Hotel Monopol, cd
- 1994: Zurück aus der Zukunft II (Best Of), lp/mc/cd
- 1996: Jeden Tag – Jede Nacht, cd
- 1996: Superfett – Das Beste, cd
- 1998: Amen, cd
- 1998: XXL (Best of), 2/cd, Label: Mercury Records GmbH
- 2000: Flieger, grüß mir die Sonne, 3cd (Box)
- 2002: Das letzte Gefecht (Live), 2cd
- 2003: Ihre allergrößten Erfolge, cd
- 2003: Unerhört, cd
- 2005: Frieden, cd
- 2008: Neues von Hiob, cd/lp
- 2009: 30 Jahre LIVE, cd
- 2009: Extrabreit Gold, cd-boxset
- 2010: Extrabreit und Philharmonisches Orchester Hagen – Live in Hagen, cd

### Videoalbums
- Die Wahrheit über Extrabreit (Teil 1)
- Die Wahrheit über Extrabreit (Teil 2)
- Extrabreit 1000 – Das 1000. Konzert 27. August 2005 Hagen Freibad Hengstey
- Extrabreit und Philharmonisches Orchester Hagen – Live in Hagen